# Silence in the Library
"Silence in the Library" (KBS 더빙판: 정적 속의 도서관)은 영국의  SF 드라마 닥터 후 시즌 4의 여덟 번째 에피소드이다. 2008년 5월 31일 BBC One에서 첫 방송되었다. 총 2부 중 1부에 해당되는 편으로서, 6월 7일에는 2부 "Forest of the Dead"가 방영되었다. 각본을 맡은 스티븐 모펏은 시즌 1에서도 "The Empty Child"와 "The Doctor Dances"의 2부 구성 에피소드를 맡은 적이 있다. 또 2010년 시즌 5부터 러셀 T 데이비스의 뒤를 이어 수석작가, 총괄 프로듀서직을 맡기 전에 각본을 맡은 마지막 에피소드이기도 하다.
이번 에피소드에서는 고고학자 리버 송 (알렉스 킹스턴)의 부름을 받아 51세기 도서관 행성으로 향한 10대 닥터 (데이비드 테넌트)의 이야기를 다룬다. 그곳은 100년 전 수천 명의 도서관 방문객이 흔적도 없이 사라져 버린 미스터리한 행성이었다. 한편 리버 송은 그동안 수 차례 닥터를 만났지만, 지금 시점의 닥터는 전혀 자신을 알아보지 못한다는 것을 깨닫고 좌절한다.
뛰어난 설정과 스토리로 휴고상 후보에 올랐으며, 앞으로의 이야기에서 중요한 역할을 하게 된 리버 송이라는 캐릭터를 처음 소개하는 에피소드로서도 의의가 있다.

## 줄거리
10대 닥터와 도나는 51세기의 '도서관' (library)라는 이름의 행성으로 향한다. 온 행성이 실제 도서관으로 꾸며져 있는 그곳에는, 분명 누군가의 부름을 받아 왔건만, 행성 전체를 스캔한 결과 닥터와 도나가 이곳의 유일한 생명체일 뿐 아무도 모습이 보이지 않았다. 그러나 두 사람이 보거나 소리를 들을 수 없는 '비인간' 생명체는 수조 마리에 달하고 있었다. 도서관의 정보 노드는 닥터와 도나에게 도서관이 자체적으로 봉인된 상태이지만, 이미 그 상태를 위반해 버렸으며 곧이어 다른 사람들이 도착할 것이라는 정보를 알려준다.
바로 그때, 고고학자 리버 송이 이끄는 탐험대가 모습을 드러낸다. 리버 송은 닥터에게 메시지를 보낸 장본인이었다. 탐험대의 후원은 스트랙맨 럭스라는 남자가 맡고 있었는데, 그의 할아버지가 원래 이 도서관을 지은 사람이었다. 탐험대의 임무는 도서관이 100년 전에 자체 봉인된 이유를 파악하는 것이었다. 그런데 리버 송은 마치 닥터를 아는 것처럼 행동하고, 타디스 모양의 겉표지를 지닌 일기장을 가지고 있었다. 이내 리버 송은 닥터가 아직 자신을 만나본 적이 없다는 것을 깨닫는다.
이어서 도서관의 운영 시스템이 21세기 지구를 살아가는 어린 소녀의 정신과 연결된 듯한 묘사가 펼쳐진다. 닥터가 도서관 컴퓨터를 털어 정보를 알아내려 하면, 소녀는 도서관 선반에서 책을 날려보내며 거부감을 드러낸다. 도서관에서 일어나는 사건은 소녀가 보는 텔레비전 프로그램으로 나타난다. 소녀의 정신과 의사인 문 박사는 소녀의 상상 속 도서관이 진짜 세계이고, 그녀가 있는 지금의 현실 세계는 거짓이라고 말한다. 문 박사는 소녀에게 도서관에 도착한 사람들을 구해달라고 간청한다.
도서관을 둘러보던 닥터와 도나, 리버송과 탐험대원들. 럭스의 비서 에반젤리스타 양은 정체를 알 수 없는 그림자에게 공격당한다. 이 그림자의 정체는 배시타 러나다 (Vashta Nerada)라는 이름의 미세 생명체로, 희생자의 살을 깨끗이 먹어치워 해골로 만들어 버린다. 닥터는 배시타 러나다가 먹잇감을 찾아 나설 때는 그림자로 나타나지만, 평상시에는 공격적이지 않은 생명체라고 설명한다. 에반젤리스타양이 해골이 된 채로도 살아있을 당시의 목소리로 말을 하는 기괴한 모습을 본 닥터와 도나는, 탐험대원들의 우주복에 본인이 죽은 뒤에도 생각의 패턴을 저장할 수 있는 통신 장치가 부착되어 있다는 사실을 알게 된다. 에반젤리스타 양이 멀쩡하게 말을 이어나가다가 생각 패턴이 한계에 부딛혀 조금씩 말을 더듬어 가는 것을 보고 마음이 한없이 무거워진다.
이윽고 탐험대 조종사 프로퍼 데이브 (Proper Dave)에게 두 개의 그림자가 달려있음을 알아차린 닥터와 리버송은 우주복을 끝까지 착용하라고 시킨다. 그 와중에 닥터는 리버 송이 자신의 것과 비스무리한 소닉 스크류드라이버를 가진 것을 발견한다. 배시타 러나다는 우주복을 뚫고 들어가 데이브를 깨끗이 먹어치운다. 데이브를 해골로 만들어버린 채 조종하여 움직이면서 다른 희생양을 쫓아다닌다. 도나의 안전을 염려한 닥터가 타디스로 향하기 위해 순간이동에 나섰지만, 제대로 도착한 닥터와는 달리 도나는 모습을 감춰 버린다. 닥터는 도나의 얼굴이 달려 있는 도서관의 정보 노드를 발견하고, 그 노드로부터 도나가 도서관을 떠나 살렸다 (saved)는 말을 전해듣는다.

### 다른 에피소드와의 연관성
각본을 맡은 스티븐 모펏에 따르면 리버 송이 배시타 러나다로부터 닥터 일행을 탈출시킬 때 쓴 '사각총' (squareness gun)은 시즌 1 "The Doctor Dances"에서 잭 하크니스 (존 배로먼 분)가 쓰는 것과 동일한 '소닉 블라스터'를 의도한 것이 맞다고 밝혔다. 모팻은 그 무기가 시즌 1 "The Parting of the Ways"의 사건으로 잭 하크니스가 타디스에 두고 떠났고, 이후 닥터의 미래에서 리버 송이 챙겨간 것이 아니겠느냐는 설을 내세웠다. '사각총'이라는 표현 역시 시즌 1의 에피소드에서 로즈 타일러가 해당 무기를 보고 쓴 말이다.

## 제작

### 각본
원래 이 이야기는 뉴 시즌 3에 편성될 예정이었다. 스티븐 모펏은 가족과 휴가를 갔다가 공동묘지에서 천사 조각상을 본 것을 계기로 우는 천사라는 악당 종족을 떠올렸고, 그것을 소개하는 2부작 에피소드를 쓰고자 했다. 그러나 시즌 3에서 모펏이 맡기로 했던 2부작 구성 에피소드를 헬런 레이너가 넘겨맡게 되었고, 그 내용도 달렉에 관한 이야기로 바뀌었는데 이것이 지금의 "Daleks in Manhattan"과 "Evolution of the Daleks" 편이다. 이후 해당 시즌에서 닥터가 등장하지 않는 에피소드에 대해 모펏이 자신이 쓰겠다고 나섰고, 우는 천사의 첫등장 에피소드는 1부작짜리 "Blink" 편으로 실현되었다.
시즌 4로 들어와서 모펏은 이전의 아이디어를 재검토했다. 모펏은 도서관이라는 공간이 그렇게 낯선 공간이 아니라는 점에서 닥터후에 있어 "훌륭한 무대"가 되리라고 느꼈다. 리버 송이라는 캐릭터는 기존 줄거리의 이해를 한층 더 돕기 위해 만들어졌다. 처음에 모펏은 고고학자 탐사대가 닥터를 믿고 따른다는 설정을 내세웠으나, 어째서 닥터가 봉인된 도서관에 나타났는지를 충분히 설명할 수는 없으며, 닥터가 쓰는 사이킥 페이퍼만으로도 불충분하다고 느꼈다. 따라서 모펏은 닥터가 고고학자 가운데 한 명을 알고 있다는 설정을 추가했다. 그러나 나중에는 그런 설정이 너무 뻔하다고 판단하고, 거꾸로 뒤집어 고고학자 중 한 명이 닥터를 알고 있다는 설정으로 바꿨다.

### 캐스팅
총괄 프로듀서 러셀 T 데이비스가 "닥터의 아내"로 소개했던 리버 송 역에 대해 제작진은 케이트 윈슬렛을 캐스팅할 예정이었다. 마침 윈슬렛의 데뷔작 중 하나가 러셀이 작가를 맡았던 BBC One의 청소년 드라마 <다크 시즌>이었던 점에서 더욱 뜻깊은 캐스팅이었다. 그러나 윈슬렛의 캐스팅이 무산되면서 해당역은 미국 드라마 <ER>에 출연한 앨릭스 킹스턴에게 돌아갔다. 이에 대해 데이비스는 "그녀가 너무 좋다!"며 호평을 아끼지 않았다. 킹스턴 역시 어린 시절에 닥터 후를 보고 자란 팬이었다. 처음에는 자신이 맡은 역이 앞으로도 종종 나올 조연이라는 사실을 예상치 못했으나, 나중에 스티븐 모펏이 언제든 리버 송의 귀환을 염두에 두고 있다는 것을 전해듣고서야 알아차렸다고 밝혔다. 킹스턴은 자신이 흔치않은 여자 액션히어로 역을 맡게 되어 즐겁다면서, 레이저건을 갖고 놀거나, 여러 모습으로 등장하기 위해 다양한 의상을 바꿔 입는 등, "어린시절의 판타지를 되살리는" 다양한 설정과 기회를 선사한다는 점에서 이 드라마를 높이 평가하고 싶다고 밝혔다. 다만 닥터후에서 어려운 대사를 소화해야 한다는 점은 힘들었다면서 "<ER>에서 의료고문으로 출연할 때에는 평소 우리가 말하는 대로 대사를 나누기에 목적과 사실을 인지한 채로 소화할 수 있었다. 그런데 닥터 후에서는 내 대사의 의미를 단 한줄도 이해할 수가 없다!"고 웃어넘겼다.
2008년 본 에피소드의 촬영 비화와 관련해 데이비드 테넌트, 캐서린 테이트와 함께 나눈 대담에서 앨릭스 킹스턴은 자신의 배역에 대해 "우리는 이제 막 소화했다. 다른 프로그램에서도 게스트 역할을 해봤지만 이렇게 따뜻한 유대감을 느낀 적은 거의 없었다"고 밝혔다. 테이트 역시 킹스턴과 호흡을 맞춘 것에 대해 "나는 <ER>의 엄청난 팬이다. 사람들을 경외심으로 사로잡았다가, 완전히 정상인 모습으로 출연하면 거의 실망하기 마련이다. 그러나 알렉스는 절대 실망시키지 않는다. 그녀는 정말 사랑스러운 사람이다"라고 밝혔다. 테넌트도 "알렉스는 대단하다. 조지 클루니와 어울렸다는 이야기를 할 때 정말 멋있었다"고 말했다.
2020년 스티븐 모펏은 콜린 새먼이 맡은 '문 박사'를 닥터의 미래 모습으로 구상했었다고 뒤늦게 밝혔다. 새먼은 이때의 출연을 인연삼아 닥터후 오디오극 <Wirrn Down>에서 솔웨이(Salway) 역으로 출연하기도 했다.
프로퍼 데이브 역의 대니얼 피콕은 1988년 <The Greatest Show in the Galaxy> 편에서 노드 더 반달(Nord the Vandal) 역으로 출연했던 해리 피콕과는 형제 사이다.

### 촬영과 CG
촬영은 2008년 1월~2월경 영국 웨일스 스완지의 브래긴 홀과 옛 스완지 중앙도서관에서 진행되었다.
배시타 러나다의 그림자는 촬영감독 로리 테일러가 직접 조명효과를 조정해가며 만들어냈다. 촬영분에 담긴 효과를 더욱 돋보이게 만들기 위해 CG 전문기업인 더 밀의 포스트프로덕션 작업을 거쳤다.
작중 도서관 도시의 CG 장면은 Advanced Render 3 모듈을 사용하여 시네마 4D로 작업하였다. 여기에 삽입된 CG로 특수효과 제작팀은 2009년 VES 어워드 후보에 올랐다.

## 방송과 평가

### 방영 및 시청률
에피소드가 방영되기 전 영국의 타블로이드지 더 선이 해당 에피소드의 각본을 입수했다며 일반에 공개하겠다고 압박하는 소동이 있었다. 이에 대해 스티븐 모펏은 "'그러시던가' - 그 많은 분량을 더 선지에서 하루만에 공개할 수만 있다면 어디 한번 보고 싶다"는 반응을 보였다.
본래 예정된 방영일은 5월 24일이었으나, 당일 치러진 유로비전 송 콘테스트 2008 행사 중계로 인해 한 주 미뤄졌다. 이는 2007년 시즌 3 방영 당시에도 있었던 일이었다. "Silence in the Library"는 경쟁 방송사인 ITV의 브리튼스 갓 탤런트 최종회에 대응하여 편성되었으나 결과적으로는 실패했다. BARB의 최종집계 결과 본 에피소드는 총 627만 명이 시청한 반면, 브리튼스 갓 탤런트 최종회는 1152만 명이 시청했다. 뉴 시즌 이래 닥터후가 해당 방영시간대에 최다 시청률을 기록하지 못한 사례는 이번이 처음이었다.
그러나 시청자의 집중도를 평가하는 시청지수의 경우 89점 ('완벽' 등급)을 부여받았다. 이는 뉴 시즌 이래 최고치로, 시즌 1의 "The Parting of the Ways", 시즌 2의 "Doomsday", 그리고 본 에피소드의 다음 편인 "Forest of the Dead"에 이어 네 번째 기록이었다. BBC Three에서 이뤄진 재방송은 총 135만 명의 시청자를 끌어모으면서, 이전 에피소드 "The Unicorn and the Wasp"의 재방송 시청률의 2배를 기록했다.

### 평론가들의 극찬
이 에피소드는 평론가들로부터 널리 호평을 받았다. 라디오 타임스의 윌리엄 갤러거는 지금껏 나온 것 중에서 "최고의 이야기"라고 단언하며, 리버 송이라는 캐릭터에 대해서도 긍정적인 평가를 내렸다. IGN의 트래피스 피켓은 10점 만점에 9.2점을 매기면서, 책이 꽂힌 도서관을 무대로 설정한 점, 등장인물 간의 "굉장히 재미있는 대화, 마음이 흔들리는 설정, 등장인물의 멋진 순간"을 펼친 점에 찬사를 아끼지 않았다. 그러나 배시타 러나다라는 설정은 '조금 멍청했다'면서 특히 해골 모습으로 나타날 때 그랬다며 아쉬움을 표했다. 디지털 스파이의 벤 로슨존스는 "Silence in the Library"에 별 5개 중 4개를 주면서 작중 등장한 데이터 유령과 노드라는 "놀라울 정도로 독창적인 설정"과 게스트로 출연한 킹스턴, 새먼, 뉴턴의 연기에 호평을 보냈다. 다만 "약간의 비판"을 하자면, 이야기상의 일부 측면에서 기존에 모펏 작가가 썼던 다른 닥터후 에피소드의 이야기와 유사하다는 지적을 남겼다. SFX의 리뷰 평론가 리처드 에드워드는 별 5개 중 5개를 주며, "지금까지 나온 시리즈 중 최고"라고 극찬했다. 그는 특히 배시타 러나다가 선사하는 공포감과 어린 소녀의 "흥미로운 병행 줄거리"에 대해 호평을 보냈다.
덴 오브 긱은 2011년 최고의 드라마 TOP 10을 선정하면서 "Silence in the Library"의 클리프행어를 선정했다. IGN은 데이비드 테넌트 (10대 닥터) 시기 최고의 에피소드 4위에 이 에피소드를 꼽았고, 잽투잇의 샘 맥퍼슨 기자도 똑같이 4위로 선정했다. 이 에피소드는 "Forest of the Dead"와 함께 휴고상 드라마 단편부문상 후보로 올랐으나, 수상은 <닥터 허리블의 싱얼롱 블로그>에게 돌아갔다. 한편 2009년 컨스텔레이션 어워드에서는 영화 텔레비전 각본 부문상을 수상하였다.